# Villarroya del Campo
Pour les articles homonymes, voir Villarroya (homonymie).
Villarroya del Campo est une commune d’Espagne, dans la province de Saragosse, communauté autonome d'Aragon comarque de Campo de Daroca.